# Alfred van Edinburgh

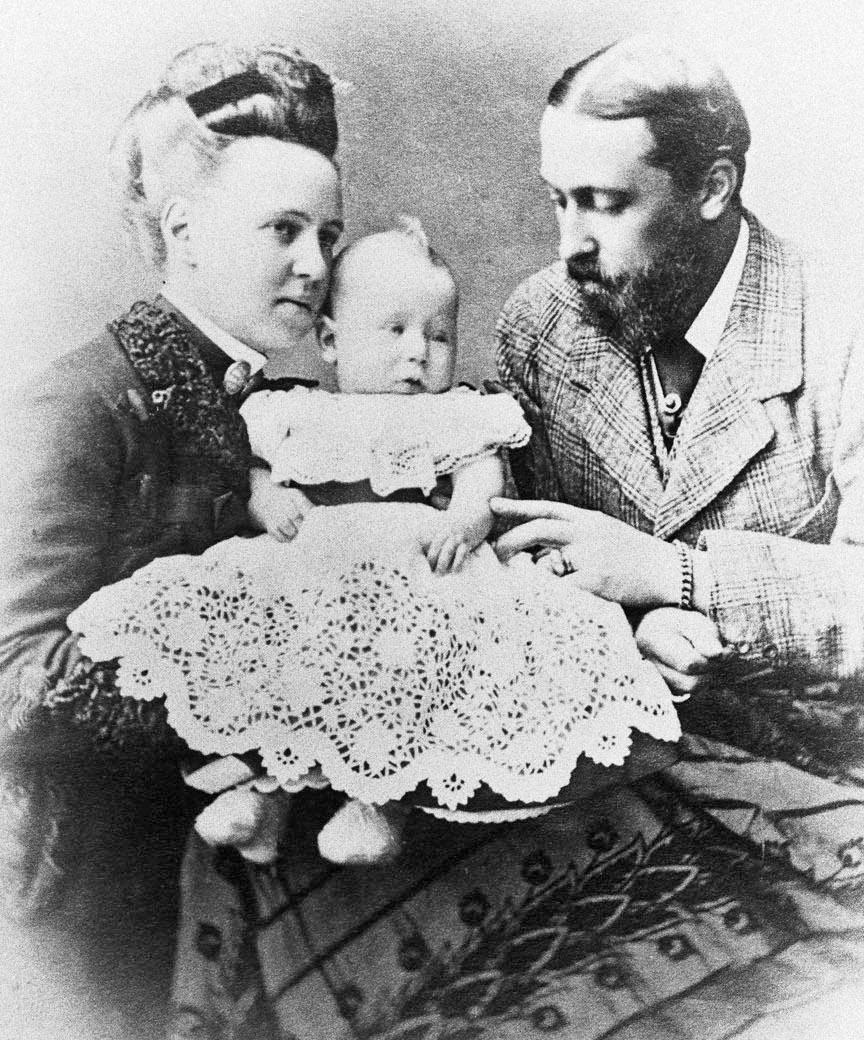
Alfred als baby, tussen zijn beide ouders

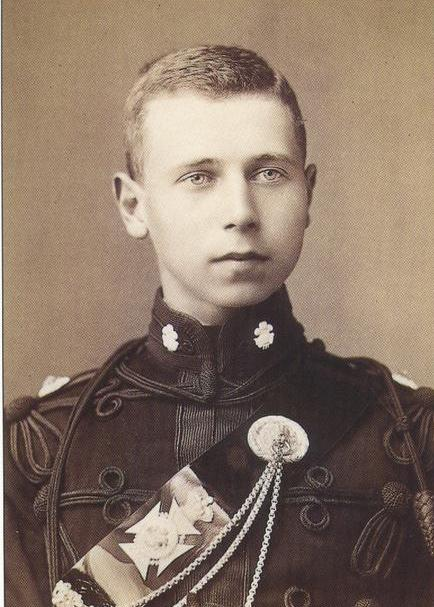
Young Alfie op 18-jarige leeftijd

Alfred Alexander William Ernest Albert (Londen, 15 oktober 1874 – Meran, 6 februari 1899), Erfprins van Saksen-Coburg en Gotha, was een lid van het Britse koninklijke huis. Hij was de zoon van prins Alfred van Saksen-Coburg en Gotha en Maria Aleksandrovna van Rusland. Zijn vader was de tweede zoon van koningin Victoria van het Verenigd Koninkrijk, zijn moeder was een dochter van tsaar Alexander II van Rusland. Hij werd, om hem te onderscheiden van zijn vader, young Alfie genoemd.

## Jeugd
Hij werd geboren op 15 oktober 1874 in het Buckingham Palace te Londen en werd op 27 november van dat jaar gedoopt in de Lower Bow Room van Buckingham Palace door de aartsbisschop van Canterbury. De doopgetuigen waren koningin Victoria, tsaar Alexander II, keizer Wilhelm I en prinses Victoria van Duitsland, hertog Ernst II van Saksen-Coburg en Gotha en de prins van Wales.
Toen zijn oudoom, hertog Ernst II van Saksen-Coburg en Gotha, op 2 augustus 1893 kinderloos stierf, kwam het dubbelhertogdom Saksen-Coburg en Gotha aan Alfreds vader toe. De prins van Wales had namelijk van de troonopvolging afgezien. Prins Alfred had de eerste jaren van zijn leven met zijn ouders en zussen in Clarence House, Londen, gewoond. Maar na de bestijging van de troon van Saksen-Coburg en Gotha door zijn vader verhuisden ze naar Schloss Rosenau in Coburg.

## Dood
In 1899 raakte prins Alfred betrokken in een schandaal met een minnares. Eind januari probeerde hij daarom zelfmoord te plegen, nog wel op de dag dat zijn ouders hun zilveren huwelijksfeest vierden. Hij slaagde er niet in zich dood te schieten, waarop zijn ouders hem naar het kuuroord in de Oostenrijkse stad Meran stuurden. Hier overleed hij echter op 6 februari 1899 aan zijn verwondingen. Hij werd begraven in de buurt van Gotha.
Door zijn dood ging het hertogdom van Saksen-Coburg en Gotha naar zijn oom, prins Arthur, hertog van Connaught. Deze zag hier echter vanaf, waardoor Karel Eduard, hertog van Albany,  uiteindelijk de hertogelijke troon besteeg.